# NGC 6848
NGC 6848 est une très vaste galaxie spirale vue par la tranche et située dans la constellation du Télescope. Sa vitesse par rapport au fond diffus cosmologique est de 4 290 ± 22 km/s, ce qui correspond à une distance de Hubble de 63,3 ± 4,4 Mpc (∼206 millions d'al). NGC 6848 a été découverte par l'astronome britannique John Herschel en 1834.
À ce jour, six mesures non basées sur le décalage vers le rouge (redshift) donnent une distance de 67,333 ± 19,969 Mpc (∼220 millions d'al), ce qui est à l'intérieur des valeurs de la distance de Hubble.

## Groupe d'ESO 185-54
Selon A. M. Garcia NGC 6848 fait partie du groupe d'ESO 185-54. Ce groupe de galaxies renferme au moins neuf membres. Les autres galaxies sont NGC 6855, NGC 6862, NGC 6867, IC 4935, IC 4950, IC 4952, IC 4963 et ESO 185-54.